# Verdrag van Madrid (1801)
Het Verdrag van Madrid werd getekend in Madrid op 29 september, 1801 tussen  Johan VI van Portugal en verantwoordelijken van Frankrijk. Dit verdrag was eigenlijk een vervolg op het Verdrag van Badajoz van eerder dat jaar. Koninkrijk Portugal moest Frankrijk een schadevergoeding betalen van 20 miljoen francs en ook Guyana aan Frankrijk afstaan. 